# Siegfried Moning
Siegfried Moning (* 27. Mai 1920 in Ennigloh; † 26. September 1989) war ein deutscher Kommunalpolitiker und ehrenamtlicher Landrat der SPD.

## Leben und Beruf
Nach dem Besuch der Volksschule absolvierte er eine kaufmännische Ausbildung. Im Anschluss an den Kriegsdienst war er bis 1949 bei der NAAFI tätig. Von 1950 bis 1989 war Moning selbständiger Kaufmann. Er lebte in Bünde, wo auch eine Sporthalle nach ihm benannt ist. 
Er war verheiratet und hatte ein Kind.

## Politik
Siegfried Moning war vom 4. April 1961 bis zu seinem Tod am 26. September 1989 Mitglied im Kreistag des Kreises Herford. Vom 7. April 1975 bis zum 12. Juli 1975 war er stellvertretender Fraktionsvorsitzender.
Am 14. Mai 1977 wurde er zum Landrat gewählt und verblieb in dieser Position bis zu seinem Tod. Zu seinem Nachfolger wurde Gerhard Wattenberg (SPD) gewählt.
Moning war Mitglied der Landschaftsversammlung des Landschaftsverbandes Westfalen-Lippe und zahlreicher Gremien des Landkreistages Nordrhein-Westfalen.
Von 1969 bis 1975 war er Bürgermeister der Stadt Bünde und gehörte dem Stadtrat an.

## Sonstiges

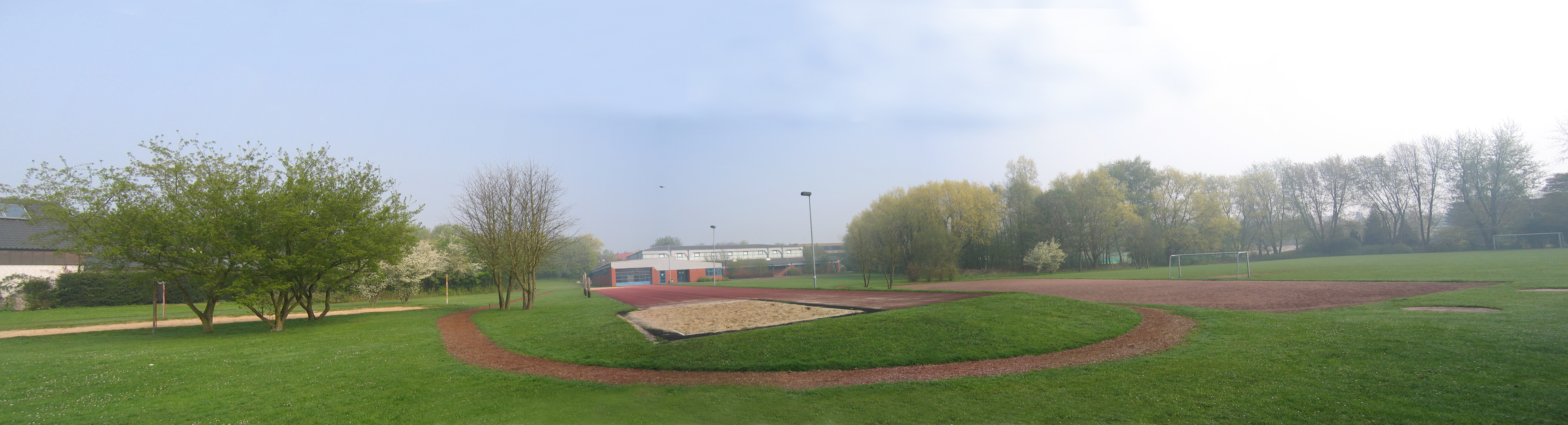
Siegfried-Moning-Halle am Schulzentrum Nord in Bünde

Am 10. November 1980 wurde Moning das Bundesverdienstkreuz am Bande und am 27. Juni 1986 das Bundesverdienstkreuz I. Klasse verliehen.